# Puça del gat
La puça del gat (Ctenocephalides felis) és una espècie d'insecte sifonàpter de la família Pulicidae, una de les més abundants i de major distribució mundial.

## Efectes en l'hoste
Unes poques puces en els gossos o gats adults no causen dany seriós tret que l'hoste sigui al·lèrgic a les substàncies en la saliva. Aquesta malaltia es diu dermatitis al·lèrgica de puces. Els animals petits atacats per gran nombre de puces poden sofrir seriosos danys com a deshidratació.

## Transmissió de malalties
Les puces dels gats poden transmetre altres paràsits i infeccions als gats, els gossos i fins i tot als humans. Les més destacades són el bacteri Bartonella, el cuc intestinal Dipylidium caninum, el tifus.